# Heterogeniates bonariensis
Heterogeniates bonariensis är en skalbaggsart som beskrevs av Ohaus 1909. Heterogeniates bonariensis ingår i släktet Heterogeniates och familjen Rutelidae. Inga underarter finns listade i Catalogue of Life.